# UAE Tour femení
L'UAE Tour Women és una cursa ciclista professional per etapes que es disputa als Emirats Àrabs Units durant el mes de febrer. Es va crear el 2023 i, des de llavors, forma part de l'UCI Women's World Tour, essent la primera cursa ciclista que es disputa a la regió des que es va constituir el WWT.

## Palmarès
| Any  | Vencedora            | Segona         | Tercera                            |
| ---- | -------------------- | -------------- | ---------------------------------- |
| 2023 | Elisa Longo Borghini | Gaia Realini   | Silvia Persico                     |
| 2024 | Lotte Kopecky        | Neve Bradbury  | Margarita Victoria García Cañellas |
| 2025 | Elisa Longo Borghini | Silvia Persico | Kimberley Le Court                 |